# Robin Korving
Robin Korving, född den 29 juli 1974 i Heerhugowaard, är en nederländsk före detta friidrottare som tävlade i häcklöpning.
Korvings främsta merit är bronsmedaljen från EM 1998 i Budapest på 110 meter häck. Han var vidare två gånger i semifinal vid VM, både 1997 och 1999.

## Personliga rekord
- 110 meter häck - 13,15 från 1999